# Margites aggregatus
Margites aggregatus là một loài bọ cánh cứng trong họ Cerambycidae.